# NATO의 보스니아 헤르체고비나 개입
NATO의 보스니아 헤르체고비나 개입은 보스니아 전쟁과 그 이후 장기간의 평화를 유지하기 위해 북대서양 조약 기구가 수행한 일련의 조치들을 의미한다. NATO의 개입은 정치적이고 상징적인 것에서 시작되었으나, 합동 노력 작전 하에 60,000명의 군 파병 및 대규모 공중 작전이 포함되면서 점차 그 규모가 확장되었다.

## 초기 개입 및 감시
1992년 2월, 북대서양 조약 기구는 유고슬라비아 전쟁과 보스니아 전쟁에 첫 개입을 시작했다. 동맹군은 모든 교전국에게 유엔 평화유지군의 파병을 허용하라는 발언을 했다. 이것은 상징적이었지만, 이후 NATO의 여러 조치를 위한 길을 닦았다.
1992년 7월 10일, NATO의 외교부 장관들은 헬싱키에서 만나 유엔 안보리 결의안 713호와 757호 하에 제제에 대한 감시를 지원하기로 결정했다. 이후 나토군은 몬테네그로 해안가에서 해상 감시 작전을 수행하기 시작했으며 7월 16일에는 서유럽 연합과 함께 오트란토 해협에서 샤프 가드 작전을 공동으로 수행했다. 1992년 10월 9일, 유엔 안보리는 결의안 781호를 채택해 보스니아 헤르체고비나 상공에 비행금지구역을 설치했고, 나토는 10월 16일부터 유고슬라비아 연방 공화국에서 이륙한 비행기들이 보스니아 상공에 진입하는지 감시하는 하늘 감시 작전을 개시해 임무를 확장하기 시작했다.

## 1992년-1993년: 결의안 이행
1992년 11월 16일, 유엔 안보리는 결의안 787호를 제시하며 제제 이행을 보장받기 위해 회원국에게 "화물에 대한 감시와 조사를 위해 해상 운송을 중지할 것"을 촉구했다. 이 결의안에 대응해 11월 22일 NATO는 해상 감시 작전을 중단하고 해상 보위 작전을 개시해 회원국의 화물 수송을 검사할 수 있게 했다. 공중 감시 작전이나 해상 감시 작전과는 다르게, 이 작전은 감시뿐만 아니라 실질적으로 결의안을 이행할 수 있게 만든 임무였다.
NATO의 공중 임무 또한 감시에서 결의안 이행으로 전환되었다. 유엔 안보리가 결의안 816호를 통과시켜 보스니아 상공의 비행금지구역에 대한 이행을 위해 회원국에 어떤 조치를 취해도 된다고 허용하였다. 이에 따라 1993년 4월 12일 NATO는 비행 금지 작전을 개시해 비행금지구역에 대한 조치를 취하기 시작했다.
1993년부터 보스니아에 주둔한 NATO군의 역할은 점차 커지기 시작했다. 1993년 6월 10일 NATO와 유엔은 유엔의 요구에 따라 NATO군이 유엔 보호군에 근접항공지원을 제공할 것을 합의했다. 6월 15일 NATO는 해상 방위 작전과 서유럽 연합의 역내 해상 활동을 통합해 샤프 가드 작전을 개시했다.

## 1994년: 공중 작전의 역할 증대
1994년 2월 28일, NATO의 보스니아 개입에 대한 관점은 극적으로 변했다. 바냐 루카 사건에서 비행 금지 작전을 수행하던 NATO 전투기들은 세르비아 전투기 4대를 격추시켰다. 이 전투는 NATO 역사상 첫 전투였으며 보스니아에서 NATO의 주둔군이 증가되는 첫 시작점이기도 했다. 4월에 NATO의 공군력은 증강되었고, 고르주데에서 세르비아인의 공격이 개시되었을 때, 1994년 4월 10일 이에 맞서 NATO는 유엔 지휘관들의 요구에 따라 세르비아의 주요 목표들을 공격하며 근접공중지원을 제공했다. NATO는 이후에도 유엔 보호군과 협조하며, 여러 차례 세르비아 내 시설들을 폭격했다.

## 1995년 작전
NATO는 1995년 초중반까지 보스니아에서 공중작전을 실시했다. 미국 조종사 스콧 오그레디가 보스니아에서 보스니아계 세르비아인이 발사한 지대공 미사일에 추락했다. 그는 안전하게 구조되었으나 미국을 비롯한 NATO 회원국들은 보스니아에서의 제공권에 대해 우려하기 시작했고, 세르비아가 운용하는 대공 무기 체계를 제거하기 위해 몇몇은 더욱 공격적인 작전을 요구하게 되었다.

### 스레브레니차 학살과 런던 회담
1995년 7월, 보스니아계 세르비아인들은 스레브레니차에서 공격을 개시해 8,000명의 민간인을 사살했다. 스레브레니차 집단학살이라고 알려진 이 사건 이후, NATO 회원국 16개국은 1995년 7월 21일 런던 회담에서 만나 보스니아에 대한 새로운 선택사항을 고려했다. 회담 결과 유엔 사무총장 보츠로스 보츠로스갈리는 유엔군 사령관인 베르나르 장비에르에게 과정을 간소화하기 위해 유엔 민간관료와의 상의 없이도 NATO의 공습 요청에 대한 권한을 부여했다. 회담 결과 북대서양 의회와 유엔은 보스니아의 안전 지역에 대한 어떠한 공격에 대응하여 NATO가 공습을 할 수 있도록 허용했다. 회담의 참여국가들은 세르비아인이 공격할 가능성에 대비해 대규모 공습을 허용하는 원칙도 합의했다.

### 공습 및 폭격
런던 회담 이후 NATO는 보스니아계 세르비아인들을 상대로 더욱 공격적인 공중전을 계획했다. 1995년 8월 28일 마르칼레 집단학살로 인해 37명의 사망자가 발생했고, 이에 대한 보복 공습으로 NATO 지휘관이었던 레이튼 W. 스미스는 디리버레이트 포스 작전을 수립했다. 1995년 8월 30일, NATO는 공식적으로 디리버레이트 포스 작전을 개시해 세르비아 내의 목표를 향해 대규모 공습을 가했고, 공습은 1995년 9월 20일까지 지속되었다.

## 같이 보기
- 유엔 보호군 (UNPROFOR)
- IFOR

## 참고 문헌
- Phillips, R. Cody. 《Bosnia-Herzegovina: The U.S. Army's Role in Peace Enforcement Operations 1995-2004》. Washington, D.C.: United States Army Center of Military History. CMH Pub 70-97-1. 2007년 12월 14일에 원본 문서에서 보존된 문서.